# Antonio Ugena
Antonio Ugena y Langa (Uclés, 5 de julio de 1745 - Madrid, 29 de abril de 1817) fue un compositor y maestro de capilla español.

## Vida
Tradicionalmente se considera que Ugena nació en «Veles, en Cuenca», que a menudo se ha identificado con Vélez en Málaga. La confusión procede de la lectura en el manuscrito de «Veles», en lugar de «Vcles», en la que se escribe el nombre de la localidad con «v» en lugar de «u». Así, en 2011 José Luis De la Fuente Charfolé encontró las actas del bautismo en Uclés:

Antonio Ugena y Langa nació en la localidad conquense de Uclés el día 5 de julio de 1745 «a las diez de la noche poco más o menos», siendo bautizado en la parroquia de Santa María y San Andrés por el entonces cura propio, don Domingo Echevarría, el día 10 de julio de dicho año. Sus padres fueron Juan de la Cruz Ugena y Teresa de Langa, también naturales de Uclés; Antonio fue apadrinado por su hermano, José de Ugena, tal y como se consigna en dicha acta
Uclés, Iglesia parroquial de Santa María y San Andrés, Libro de Bautismos 5/1, fol. 5v.

Parece que se educó musicalmente como infante del coro en la Capilla Real de Madrid bajo el magisterio de François Courcelle, donde ingresó en 1758.
En 1768 Francisco Morera decidió partir a la Catedral de Valencia, dejando vacantes el magisterio y la rectoría del Colegio de Infantes del Coro de la Catedral de Cuenca. El cabildo decidió separar ambos cargos y convocó unas oposiciones para el cargo de maestro de capilla. A la convocatoria solicitaron la participación nada menos que ocho compositores, algunos maestros con experiencia. Además de Ugena, se presentaron Antonio Molina, maestro de Játiva; Antonio Caballero, maestro en la Capilla Real de Granada; Pedro Aranaz, que acabaría ganando el cargo; Manuel Lesmilo, presbítero de la Real Colegiata de San Ildefonso y rector de su Real Seminario; José de Zameza y Elixalde, maestro de Antequera; Manuel Graell, presbítero de Baeza; y Cayetano Echevarría, maestro de El Pilar de Zaragoza.
En marzo de 1776 fue nombrado vicemaestro de la Real Capilla de Madrid, siendo ascendido a maestro de capilla tras la muerte de Courcelle [Corselli] el 3 de abril de 1778. Entre otras obligaciones, ejerció como maestro del colegio de los cantorcicos y se preocupó de inventariar los fondos musicales de la Capilla.
El 1 de noviembre de 1804 solicitó la jubilación por su falta de salud, lo que le fue concedido el 24 de abril de 1805. Fue premiado por sus servicios, «conservando, en premio de sus buenos y largos servicios, la mitad del sueldo de 19 000 reales anuales», además de que le fue concedido un beneficio en Almodóvar del Río, en el obispado de Córdoba. Fue sustituido por José Lidón, que ingresó de maestro el 31 de mayo de 1805. Ugena falleció en Madrid el 29 de abril de 1817.

Ugena y Langa, Antonio: Presbítero, maestro de capilla jubilado de la Real Capilla de palacio, y rector del real colegio de Niños cantores de esta corte, natural de Veles, en Cuenca, hijo de Juan y de Teresa, murió el 29 de abril de 1817.
Parroquia de San Pedro el Real, Libro de difuntos 30, fol. 127

## Obra
La historiografía no ha sido benévola con Ugena. Tanto su música como su trabajo al frente de la Capilla Real se han considerado responsables de la decadencia de esa institución y del Real Colegio de Santa Bárbara, ambas consideradas las instituciones musicales más prestigiosas de España. La influencia de importantes musicólogos, como Rafael Mitjana y sobre todo Hilarión Eslava ha llevado incluso a autores extranjeros, como Mary Neal Hamilton a considerarlo «mediocre».

Para colmo de desgracias, a la muerte de Corselli [Courcelle], en 1778, el puesto de maestro de capilla recayó en un tal don Antonio Ugena, que lo conservó hasta 1805. En modo alguno merecía Ugena tan gran honor ya que las composiciones que nos ha legado son insignificantes y sólo muestran un pensamiento rutinario. En tales manos el magisterio de la corte cayó de nuevo en la decadencia de la que apenas acababa de salir. Desde entonces la corte arrastró un quehacer apático, sin alcanzar el grado de esplendor que tuvo en el pasado.
Mitjana, 1920, p. 2148

Al contrario que los anteriores, Guy Bourligueux ofrece una visión alejada del decadentismo de las instituciones reales:

Convendría sin duda evocar –por lo menos rápidamente– el magnífico ambiente artístico-musical de la Corte borbónica de los Reyes Carlos III y Carlos IV, ambiente en el cual se movió nuestro instrumentista, mientras que su hermano Fray Antonio vivía los últimos años de su existencia  en el Monasterio de San Lorenzo de El Escorial.
Bourligueux, 1985, p. 85

En cualquier caso, la obra de Antonio Ugena era conocida y apreciada en la época y todavía debe ser revisada.
Se conserva obra suya en la Catedral de Cuenca y en la Biblioteca Nacional de Madrid, pero la mayoría de sus composiciones se encuentran en el Palacio Real de Madrid. Entre ellas, se cuentan ocho misas, cuatro letanías, varios juegos de vísperas, cinco villancicos y dos responsorios, todas con acompañamiento de orquesta.